# Marcel Callo
Marcel Callo est un jociste français, né le 6 décembre 1921 à Rennes et mort le 19 mars 1945 à Mauthausen. Il a été béatifié le 4 octobre 1987.

## Biographie
Cadet d'une famille de neuf enfants, dans un milieu profondément chrétien, Marcel Callo entre en apprentissage à douze ans chez un typographe à Rennes, tandis qu'un de ses frères rejoint le séminaire. Il adhère à la croisade eucharistique, (renommée depuis Mouvement eucharistique des jeunes) obéissant à la devise : « Prie, communie, sacrifie-toi, sois apôtre » et entre chez les Scouts de France. Plus tard, il quitte le scoutisme à regret, pour entrer à la Jeunesse ouvrière chrétienne (JOC) où il tient à privilégier la vie spirituelle comme source de toute action, dans un monde ouvrier très déchristianisé à cette époque. Devenu président de la section, il se dépense sans mesure pour assumer toutes sortes de responsabilités.
Ses proches témoignent que son caractère était très affirmé et qu'il pouvait défendre ses points de vue avec opiniâtreté.
Marcel Callo se fiance avec une jeune fille, Marguerite, également membre de la JOC, le 6 avril 1942.
L'armistice de 1940 constitue un grand tournant : les activités des associations sont officiellement interdites et les sections doivent agir dans la clandestinité ; on parle alors de « JOC des catacombes ».

## La guerre, le STO et la déportation
Au lendemain du bombardement de Rennes par les Américains, le 8 mars 1943, tandis que sa sœur Marie-Madeleine meurt sous les bombes, il reçoit l'ordre de partir en Allemagne au titre du Service du travail obligatoire. Il part le 19 mars 1943 pour Zella-Mehlis en Thuringe. Il continue l'action catholique de façon clandestine, n'hésitant pas à prendre des responsabilités et à participer à des activités interdites : réunions, récollections en des lieux différents réunissant des responsables jocistes de villes différentes, messes interdites… Seule organisation catholique clandestine au sein des travailleurs forcés, la Jeunesse ouvrière chrétienne permit aux militants de divers mouvements d'action catholique venus de France de continuer leur pratique catholique en cachette, alors que le clergé allemand avait reçu l'interdiction de les assister religieusement.
Dès novembre 1943, un séminariste, Jean Tinturier, l'avait incité à reprendre l'action catholique. Marcel entraîne alors avec lui d'autres camarades français, guère familiers de la fréquentation de l'église. Il se comporte « en missionnaire, pour aider ses frères jocistes ». Un groupe chaleureux se forme ainsi autour de lui. Il est arrêté le 19 avril 1944 par la Gestapo, à la suite d'un décret de Ernst Kaltenbrunner dirigeant le RSHA à la suite de Reinhard Heydrich. Ce décret concernait « l'activité de l'Action catholique française parmi les travailleurs français dans le Reich ».
Lors des interrogatoires à la Gestapo, il est contraint de détruire tous les papiers de la JOC, les lettres, les photos de sa mère et de sa fiancée. Transféré le 27 avril 1944 à la prison de Gotha, il signe avec dix autres responsables jocistes, dont leur aumônier, le motif de condamnation suivant : « Par son action catholique auprès de ses camarades du Service du Travail obligatoire, a été un danger pour l’État et le peuple allemands ».

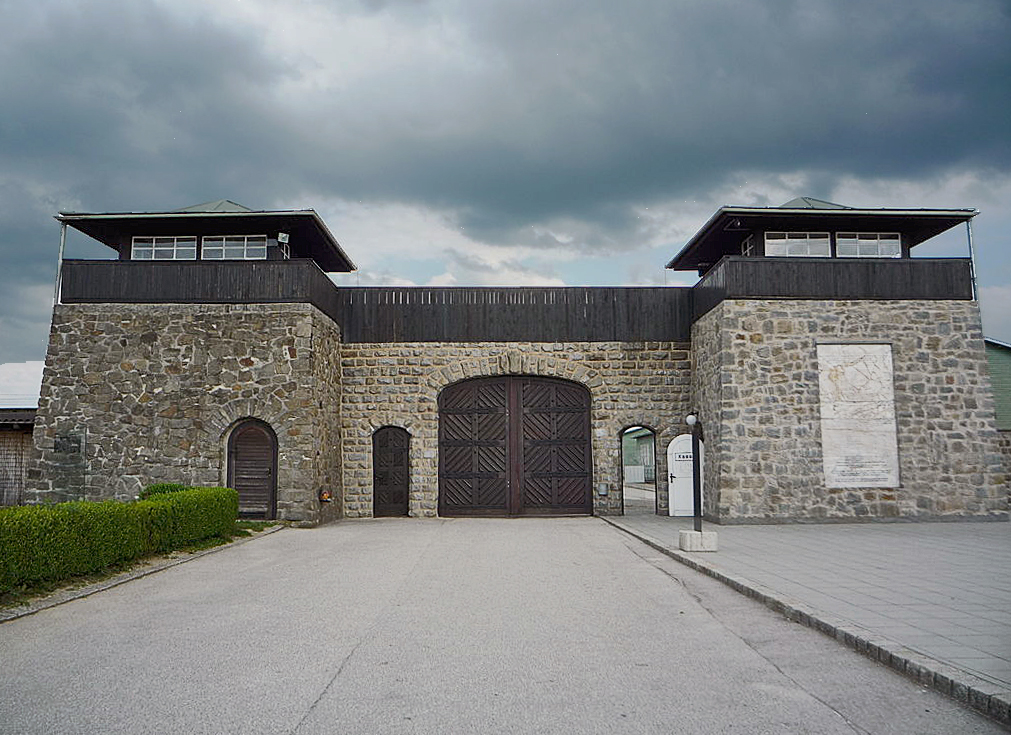
Entrée du camp de concentration de Mauthausen.

Début août, il est réuni avec onze de ses camarades arrêtés pour action catholique dans une grande cellule que l'un d'eux dénomme « la chambre haute ». Ils prient ensemble devant une croix tressée avec des fleurs d'immortelles. Le 6 octobre 1944, ils partent pour le camp de Flossenbürg, où ils sont immatriculés à l'entrée avec les numéros à la suite 28901 à 28910. Il est transféré vers le 20 octobre à Mauthausen-Gusen II.
Là, il souffre de la faim et de la soif, est battu, travaillant dans l'usine souterraine B8 Bergkristall à Sankt Georgen an der Gusen. Bientôt, à bout de force, il est envoyé comme trois mille autres de Gusen II pour mourir à l'infirmerie aux portes de Mauthausen, à deux pas du four crématoire. Il y meurt d'épuisement, miné par la dysenterie, le 19 mars 1945. Le colonel Tibodo, qui avait vu mourir des milliers de prisonniers, témoigna au procès de béatification de Marcel avec ces mots : « Je n'ai jamais vu chez un moribond un regard comme le sien ».

## Dans les années 1980

### Béatification

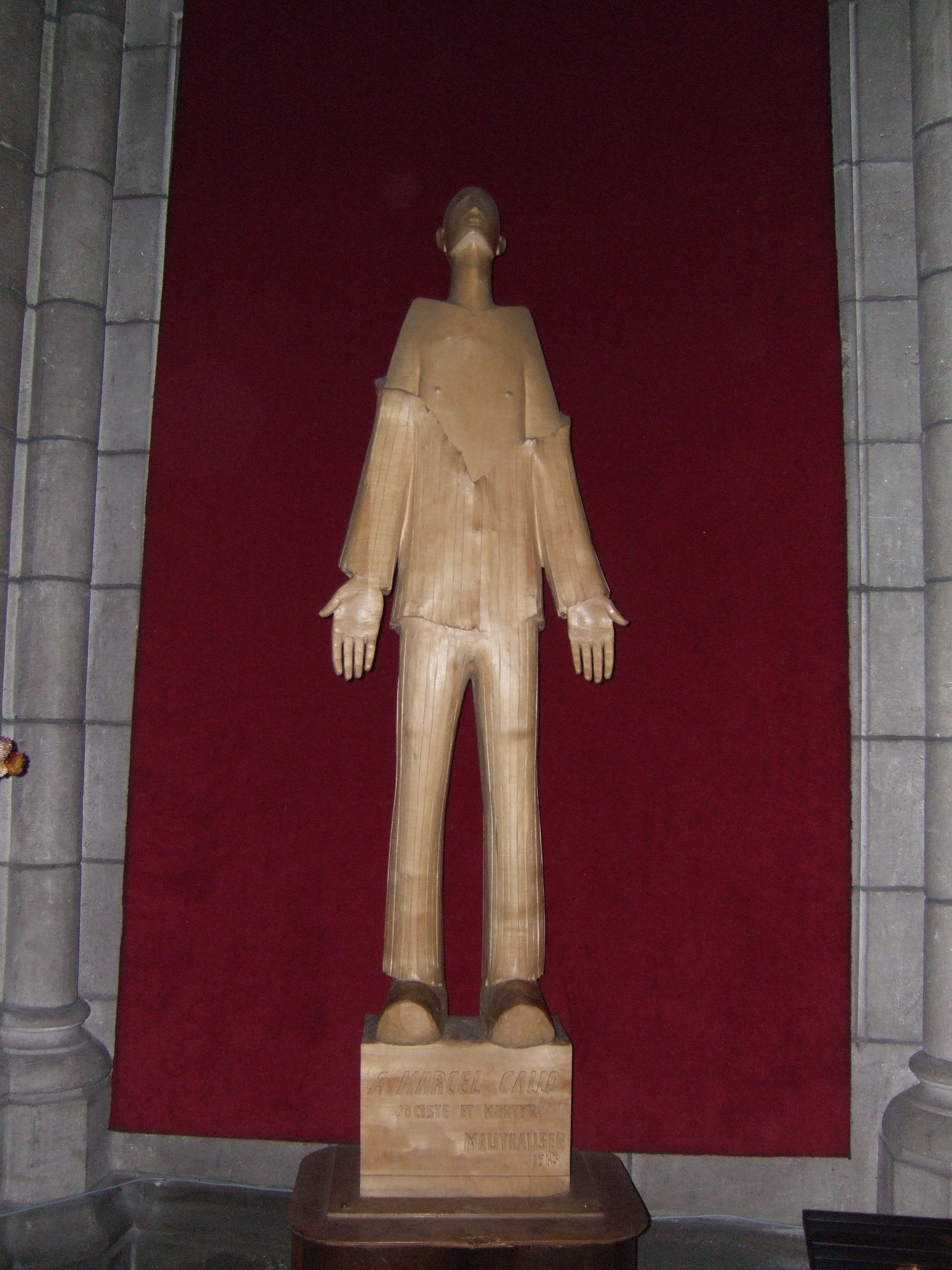
Statue de Marcel Callo en l'église Saint-Aubin de Rennes.

Lors du Synode consacré aux laïcs à Rome, le 4 octobre 1987, saint Jean-Paul II a béatifié Marcel Callo. La cause de la béatification collective d'une cinquantaine d'autres « martyrs du STO » est toujours en cours depuis la fin des années 1980. C'est en effet au sein d'un groupe de responsables de l'Action catholique clandestine en Thuringe que Marcel Callo fut arrêté. En Autriche, la paroisse Marcel Callo à Linz-Auwiesen a été placée sous son patronage et la municipalité de St. Georgen/Gusen a donné son nom à une rue sur l'ancienne usine souterraine où Marcel a travaillé en dernier lieu. À Rennes, sa ville natale, une rue, une paroisse, une école primaire portent son nom, ainsi qu'une église à Tremblay-en-France, une école primaire à Nantes, une au Cannet-des-Maures dans le département du Var ; le lycée technique de Redon, devenu lycée d'enseignement général, technologique et professionnel d'enseignement catholique, porte également son nom.
Il est fêté le 19 mars (jour de sa mort), et le 19 avril (arrestation à Zella-Mehlis) dans le diocèse de Rennes.
Depuis la béatification, un lieu permanent du souvenir de Marcel Callo a été installé dans l'église Saint-Aubin de Rennes, rebaptisée désormais basilique Notre-Dame-de-Bonne-Nouvelle, qui est sa paroisse d'origine.
Une chapelle lui a été dédiée aussi dans l'ancienne église abbatiale rennaise Notre-Dame-en-Saint-Melaine.
Le nom de Marcel Callo figure sur le panthéon de Rennes, à l'hôtel de ville.

### Un modèle pour la jeunesse d'Europe
Lors d'une rencontre à Strasbourg le 8 octobre 1988 avec des jeunes Européens, le pape Jean-Paul II a donné Marcel Callo et l'Allemand Karl Leisner comme modèles à la jeunesse d'Europe.
Des associations en Allemagne, Autriche et France (Les Amis de Marcel Callo, à Rennes) organisent régulièrement des voyages sur les lieux de vie de Marcel Callo, à l'occasion des anniversaires de sa naissance, de sa béatification ou de sa mort. Des personnes ayant connu Marcel Callo y participent aussi, dont des membres de sa famille, de moins en moins nombreux d'année en année en raison de leur âge.

## Depuis les années 2000
Le 19 mars 2015, 70e anniversaire de sa mort, a été marqué à Rennes par des manifestations organisées par le diocèse de Rennes et par la ville de Rennes : inauguration d'une visite guidée à travers la ville « Marcel Callo, un Rennais pendant la Seconde Guerre mondiale » (par l'office du tourisme de la ville), réalisation d'une fresque place Sainte-Anne en graff, messe hommage avec les associations de jeunes catholiques dont Marcel Callo avait été membre, concert. Cet anniversaire a été l'occasion de relancer l'intérêt pour le bienheureux Marcel Callo.
D'autres manifestations ont eu lieu à Rennes pour le trentième anniversaire de sa béatification, en octobre 2017. Pierre d'Ornellas, archevêque de Rennes, a donné son approbation à une prière d'intercession à réciter pour l'obtention d'un miracle qui permettrait la canonisation du bienheureux Marcel Callo.
La même année le diocèse de Rennes, toujours sous l'impulsion de Pierre d'Ornellas, finance et fait construire la chapelle du Bienheureux Marcel Callo dans le village de Gandado de la province du Passoré au Burkina Faso,.
En 2021, le diocèse de Rennes organise une messe le 5 décembre pour célébrer les 100 ans de sa naissance. Tous les mouvements auxquels Marcel Callo a adhéré dans sa jeunesse étaient invités à préparer et à participer pour honorer sa mémoire. Ces mouvements sont le Mouvement eucharistique des jeunes (MEJ), les différentes branches du scoutisme, la Jeunesse ouvrière chrétienne (JOC).
À l'occasion des Journées mondiales de la jeunesse de Lisbonne, Marcel Callo a été choisi comme saint patron des jeunes Français présents à Lisbonne, pour ce rassemblement qui a réuni plus d'un million de jeunes pèlerins du 1er au 6 août 2023.

### Filmographie
- Un Ciel en enfer, Marcel Callo, film documentaire-fiction, témoignages de proches et fiction, réalisé en 2007 par Marc Bellay et Yves-Marie Geffroy, Sc Yeti, édité par la Crer
- Marcel Callo - une empreinte indélébile, film documentaire de Tanguy Louvel et Emmanuel Massou, Les Productions du Regard, 2023 (52 minutes)[8]